# マッケンジー・カレッジ (テキサス州)
マッケンジー・カレッジ (McKenzie College)、あるいは、マッケンジーズ・カレッジ (McKenzie's College) は、アメリカ合衆国テキサス州クラークスビルのジョン・W・P・マッケンジー師 (Reverend John W. P. McKenzie) のプランテーションに設けられていた私立のカレッジ。1841年に開学し、丸太小屋で16人の学生を教えるところから出発したこの学校は、1854年には300人以上の学生4棟の大きな建物で学ぶ規模にまで成長していた。1850年代から1860年代にかけての時期には、テキサス州最大の高等教育機関であった。

## 歴史
ジョン・W・P・マッケンジー師は、健康を害したことを契機に、1841年に宣教活動から引退し、テキサス州クラークスビルの421-エーカー (1.70 km2)のプランテーションに移り住んだ。彼は「アイテナラント・リトリート (Itinerant's Retreat)」（「巡回車の隠れ家」の意）と名付けた自宅で、地元の少年たちに授業をするようになった。学校の規模が拡大するにつれ、新たに丸太小屋が建てられた。1844年には初めて学士を授与される学生が出たが、初期の生徒たちの大部分は初中等教育を受けていた。1845年には、予科 (preparatory)、本科 (collegiate)、女子 (female) の3つの部門に分割された。1853年には、学生の急増に応じて、4棟の建物が新築された。

## 学生生活
このカレッジには、フィロロジアン・ソサエティ (Philologian Society) とダイアレクティック・ソサエティ (Dialectic Society) という2つの大学文学会があった。